# Escorpain
Escorpain település Franciaországban, Eure-et-Loir megyében. Lakosainak száma 234 fő (2022. január 1.). Escorpain Châtaincourt községgel határos.

## Népesség
A település népességének változása:
| Lakosok száma | 159  | 136  | 175  | 255  | 251  | 251  | 248  | 245  | 245  | 234  |
|               | 1968 | 1982 | 1990 | 2006 | 2013 | 2015 | 2017 | 2019 | 2020 | 2022 |